# Peterbilt 379
Peterbilt 379 — сімейство вантажівок класу 8, що випускався підрозділом Peterbilt компанії PACCAR з 1987 по 2007 рік. Як наступник 359, 379 був вантажівкою зі звичайною кабіною, сконфігурованою переважно для використання на шосе, яка була флагманом модельної лінійки Peterbilt. Протягом більшої частини свого виробництва 379 був популярним серед водіїв-власників. Як і Kenworth W900, 379 служить популярною основою для кастомізації вантажівок.
Після припинення виробництва у 2007 році 379 був замінений на Peterbilt 389, який відрізнявся овальними блоками фар та довшим капотом. На честь завершення виробництва останні 1000 екземплярів 379 були позначені як Legacy Class 379.

## Огляд
Найбільший шосейний пікап, проданий Peterbilt на момент свого запуску, 379 випускався у двох конфігураціях: 119-дюймовий BBC (від бампера до задньої частини кабіни) та подовжений капот для 127-дюймового BBC. Зовні 379 відрізняється від 359 використанням збільшеного лобового скла (що дозволяє встановити горизонтально встановлені склоочисники); у 379 також були запроваджені сигнали повороту, встановлені на фарах (перенесені з крила), що зробило прямокутні фари стандартними.
Конструкція кабіни 379 є спільною з численними звичайними вантажівками Peterbilt, випущеними з 1987 року (за винятком 587 та 579); він також має спільні двері з вантажівками 362 та 372 безкапотними.

## Силовий агрегат
Протягом усього виробництва 379 був оснащений найпотужнішими версіями двигунів, що пропонувалися в шосейних автомобілях класу 8. Серед турбодизельних двигунів були Caterpillar 3406(B/C/E/P), C11, C12, C13, C15, C16, Cummins NTC, N14, Signature 600, ISX, ISM та Detroit Diesel 60-ї серії.